# Elfleda de Wessex
Elfleda de Wessex (Ælfflæd en anglosajón) nació posiblemente en el año 890, siendo hija del príncipe Ethelhelm —hijo a su vez del rey Etelredo I— y de su esposa Elswitha.
Se casó en el año 901 con Eduardo el Viejo, rey de Wessex, reconciliándose de esta forma las familias de ambos -pues el padre de Elfleda, Ethelhelm había sido relegado de la sucesión junto a su hermano por Alfredo el Grande, padre de Eduardo-. De su matrimonio nacieron 10 hijos, entre ellos Edgiva, reina de Francia, y Edith, reina de Alemania.
Murió en el año 920, a los 30 años de edad, siendo sepultada en la catedral de Winchester.
- Datos: Q3435047